# Liste der Bodendenkmäler in Frammersbach
Auf dieser Seite sind die Bodendenkmäler in dem unterfränkischen Markt Frammersbach zusammengestellt. Diese Tabelle ist eine Teilliste der Liste der Bodendenkmäler in Bayern. Grundlage ist die Bayerische Denkmalliste, die auf Basis des Bayerischen Denkmalschutzgesetzes vom 1. Oktober 1973 erstmals erstellt wurde und seither durch das Bayerische Landesamt für Denkmalpflege geführt wird. Die folgenden Angaben ersetzen nicht die rechtsverbindliche Auskunft der Denkmalschutzbehörde.

## Bodendenkmäler in Frammersbach
| Lage       | Objekt | Akten-Nr.     | Bild |
| ---------- | --- | ------------- | ---- |
| (Standort) | Glashütte des 18. Jahrhunderts. Frammersbach                                                                               | D-6-5922-0010 |      |
| (Standort) | Spätmittelalterliche bis frühneuzeitliche Glashütte.                                                                       | D-6-5922-0032 |      |
| (Standort) | Spätmittelalterliche bis frühneuzeitliche Glashütte.                                                                       | D-6-5922-0033 |      |
| (Standort) | Spätmittelalterliche bis frühneuzeitliche Glashütte.                                                                       | D-6-5922-0034 |      |
| (Standort) | Spätmittelalterliche Glashütte.                                                                                            | D-6-5922-0035 |      |
| (Standort) | Spätmittelalterliche Glashütte.                                                                                            | D-6-5922-0036 |      |
| (Standort) | Spätmittelalterliche bis frühneuzeitliche Glashütte.                                                                       | D-6-5922-0037 |      |
| (Standort) | Spätmittelalterliche bis frühneuzeitliche Glashütte.                                                                       | D-6-5922-0038 |      |
| (Standort) | Spätmittelalterliche bis frühneuzeitliche Glashütte.                                                                       | D-6-5922-0041 |      |
| (Standort) | Spätmittelalterliche bis frühneuzeitliche Glashütte.                                                                       | D-6-5922-0042 |      |
| (Standort) | Spätmittelalterliche bis frühneuzeitliche Glashütte.                                                                       | D-6-5922-0043 |      |
| (Standort) | Spätmittelalterliche bis frühneuzeitliche Glashütte.                                                                       | D-6-5922-0044 |      |
| (Standort) | Spätmittelalterliche bis frühneuzeitliche Glashütte.                                                                       | D-6-5922-0045 |      |
| (Standort) | Spätmittelalterliche bis frühneuzeitliche Glashütte.                                                                       | D-6-5922-0046 |      |
| (Standort) | Spätmittelalterliche bis frühneuzeitliche Glashütte.                                                                       | D-6-5922-0047 |      |
| (Standort) | Befunde des Mittelalters und der frühen Neuzeit im Bereich der katholischen Pfarrkirche St. Bartholomäus von Frammersbach. | D-6-5922-0069 |      |
| (Standort) | Vorgängerbau sowie Befunde des Mittelalters und der frühen Neuzeit im Bereich der Kath. Kirche                             | D-6-5922-0070 |      |
| (Standort) | Frühneuzeitlicher Vorgängerbau der bestehenden katholischen Pfarrkirche St. Thekla von Habichsthal.                        | D-6-5922-0076 |      |
| (Standort) | Sternförmige Schanzanlage der frühen Neuzeit.                                                                              | D-6-5922-0091 |      |